# 1985-ös Formula–1 portugál nagydíj
A portugál nagydíj volt az 1985-ös Formula–1 világbajnokság második futama.

## Futam
| Helyezés | #  | Versenyző          | Csapat/Motor      | Körök | Idő/Kiesés oka  | Rajthely | Pontszám |
| -------- | -- | ------------------ | ----------------- | ----- | --------------- | -------- | -------- |
| 1        | 12 | Ayrton Senna       | Lotus-Renault     | 67    | 2:00'28,006     | 1        | 9        |
| 2        | 27 | Michele Alboreto   | Ferrari           | 67    | + 1'02,978      | 5        | 6        |
| 3        | 15 | Patrick Tambay     | Renault           | 66    | + 1 kör         | 12       | 4        |
| 4        | 11 | Elio de Angelis    | Lotus-Renault     | 66    | + 1 kör         | 4        | 3        |
| 5        | 5  | Nigel Mansell      | Williams-Honda    | 65    | + 2 kör         | 9        | 2        |
| 6        | 4  | Stefan Bellof      | Tyrrell-Ford      | 65    | + 2 kör         | 21       | 1        |
| 7        | 16 | Derek Warwick      | Renault           | 65    | + 2 kör         | 6        |          |
| 8        | 28 | Stefan Johansson   | Ferrari           | 62    | + 5 kör         | 11       |          |
| 9        | 24 | Piercarlo Ghinzani | Osella-Alfa Romeo | 61    | + 6 kör         | 26       |          |
| HN       | 9  | Manfred Winkelhock | RAM-Hart          | 50    | Helyezés nélkül | 15       |          |
| Kiesett  | 1  | Niki Lauda         | McLaren-TAG       | 49    | Motorhiba       | 7        |          |
| Kiesett  | 23 | Eddie Cheever      | Alfa Romeo        | 36    | Motorhiba       | 14       |          |
| Kiesett  | 2  | Alain Prost        | McLaren-TAG       | 30    | Kicsúszás       | 2        |          |
| Kiesett  | 25 | Andrea de Cesaris  | Ligier-Renault    | 29    | Gumi            | 8        |          |
| Kiesett  | 7  | Nelson Piquet      | Brabham-BMW       | 28    | Gumi            | 16       |          |
| Kiesett  | 18 | Thierry Boutsen    | Arrows-BMW        | 28    | Elektronika     | 10       |          |
| Kiesett  | 3  | Martin Brundle     | Tyrrell-Ford      | 20    | Erőátvitel      | 22       |          |
| Kiesett  | 21 | Mauro Baldi        | Spirit-Hart       | 19    | Kicsúszás       | 29       |          |
| Kiesett  | 6  | Keke Rosberg       | Williams-Honda    | 16    | Kicsúszás       | 3        |          |
| Kiesett  | 26 | Jacques Laffite    | Ligier-Renault    | 15    | Gumi            | 18       |          |
| Kiesett  | 17 | Gerhard Berger     | Arrows-BMW        | 12    | Kicsúszás       | 17       |          |
| Kiesett  | 29 | Pierluigi Martini  | Minardi-Ford      | 12    | Kicsúszás       | 25       |          |
| Kiesett  | 22 | Riccardo Patrese   | Alfa Romeo        | 4     | Kicsúszás       | 13       |          |
| Kiesett  | 10 | Philippe Alliot    | RAM-Hart          | 3     | Kicsúszás       | 20       |          |
| Kiesett  | 8  | François Hesnault  | Brabham-BMW       | 3     | Elektronika     | 19       |          |
| Kiesett  | 30 | Jonathan Palmer    | Zakspeed          | 2     | Felfüggesztés   | 23       |          |

## Statisztikák
Vezető helyen:
- Ayrton Senna: 67 (1-67)

Ayrton Senna 1. győzelme, 1. pole-pozíciója, 2. leggyorsabb köre, 1. mesterhármasa (gy, pp, lk)
- Lotus 73. győzelme.

Keke Rosberg 100. versenye.